# ماستانابال
ماستانابال أو مَسْتَنَبَعْل هو ملك نوميدي (حكم من 148 ق.م إلى 140 ق.م)
ابن الملك ماسينيسا، أخو مكيبسا وغلوسا. توفي نتيجة مرض. ابنه يوغرطة من زوجة قرطاجية.

## تاريخ

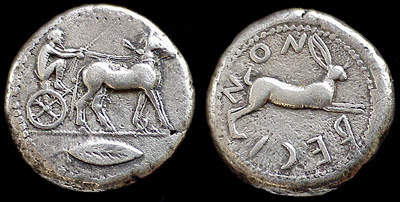
تخليد أحد الفائزين في سباق العربات في عملة معدنية قديمة

مستنبعل هو ملك نوميديا الموحدة (حكم من 148 ق م إلى 140 ق م)وهو جد هيمبسال الثاني ووالد يوغرطة وغودا النوميدي وأخو غلوسا وميسيبسا وابن ماسينيسا وحفيد غايا توفي عام 140 ق.م وتابع أخوه ميسيبسا حكم نوميديا بعد وفاة إخوته ولد حوالي عقد 190 ق.م بمدينة سيرتا (قسنطينة حاليا) وهو الابن الثاني لماسينيسا بعد قسم الرومان عرش ماسينيسا تولى الاهتمام بالشؤون القضائية وتوفي نتيجة مرض عام 140 ق.م. وقد شارك في الألعاب الأولمبية وفاز.
“مستنبعل”، صاحب أول ميدالية أولمبية نوميدية امزيغية، عاش في زمن المملكة النوميدية القديمة سافر قبل أزيد من 22 قرناً خصيصاً من مدينة سيرتا (قسنطينة حاليا) الجزائر إلى بلاد الإغريق لتمثيل بلاده في الألعاب الأولمبية بمدينة أثينا سنة 164 قبل الميلاد، وأحرز هناك الميدالية الذهبية في مسابقة الفروسية بعد أن قهر منافسين أقوياء من مملكة “بيثينيا” وثائق تاريخية وحفريات تؤكدها بناء على شواهد عثر عليها بالجزائر وايطاليا واليونان، أثبتت أنّ الأمير «مستنبعل» أبن الملك ماسينيسا الأصغر ملك نوميديا، هو أول من أهدى للنوميديا ميدالية ذهبية أولمبية سلّمها له الملك «نيكوميديس» ملك بيثينيا شخصيا، هذا البطل النوميدي الذي ظلّ مجهولا، أبرزتها الباحثة الجزائرية المختصة في التاريخ وعلم الآثار السيدة «دحو كلثوم قيطوني»، إنّها وثّقت كما هائلا من المعلومات حول شخصية مستنبعل، وذكرت أنّها اطلعت على نصوص إغريقية قديمة، ودعمتها بما أكدته حفريات أركيولوجية ومعالم تاريخية قديمة لحضارات البحر الأبيض المتوسط، اكتشفت باليونان وإيطاليا تحديدا، وأشارت إلى أن في زمن ماسينيسا كانت هناك علاقات مستمرة بين الدولة النوميدية وإمبراطورية اليونان، وصلت إلى حد تشييد الإغريق تمثالاً خاصاً بماسينيسا تكريما لصداقته لموطن اليونان، وقد شارك العديد من أجدادنا الأمازيغ في اليونان الألعاب الأولمبية القديمة والتي لم تكن متاحة إلا للأعيان وكبار القوم ومن يحصل على ميدالية تقام له التماثيل يكتب اسمه بأحرف من ذهب في السجلات ومن المتألقين من الأمازيغ نجد الملك «مستانبال» ابن ماسينيسا الذي تحصل على الميدالية الذهبية في سباق عربات الخيل في سنة 168 أو 164 قبل الميلاد وسلمه بنفسه الميدالية الملك اليوناني نيكوميديس بيثينيا.

## وصلات خارجية
- عائلة إيلاس

- ماستانبال في الأولمبياد